# Institute of Historical Research
O Institute of Historical Research (IHR) é uma organização educacional britânica que fornece recursos e treinamento para pesquisadores históricos. Faz parte da Escola de Estudos Avançados da Universidade de Londres e está localizada na Câmara do Senado. O Instituto foi fundado em 1921 por AF Pollard.

## História

### Fundação
O IHR foi fundado em 1921 pelo historiador britânico Albert Pollard. Nomeado Professor de História Constitucional na University College London em 1903, seu discurso inaugural, um ano depois, defendeu a necessidade de uma escola de pós-graduação em pesquisa histórica. Com uma doação generosa e anônima de £20.000 de Sir John Cecil Power em 1920 para a fundação do instituto, o sonho de Pollard foi realizado. O Instituto foi formalmente aberto pela HAL Fisher em 8 de julho de 1921.
O IHR foi administrado diretamente pelo Senado da Universidade de Londres, em vez de fazer parte de uma das faculdades federais. Foi a primeira organização a ser administrada sob esse arranjo e, como tal, forneceu o modelo para outros institutos, muitos dos quais mais tarde ingressaram no IHR na Escola de Estudos Avançados da Universidade de Londres.

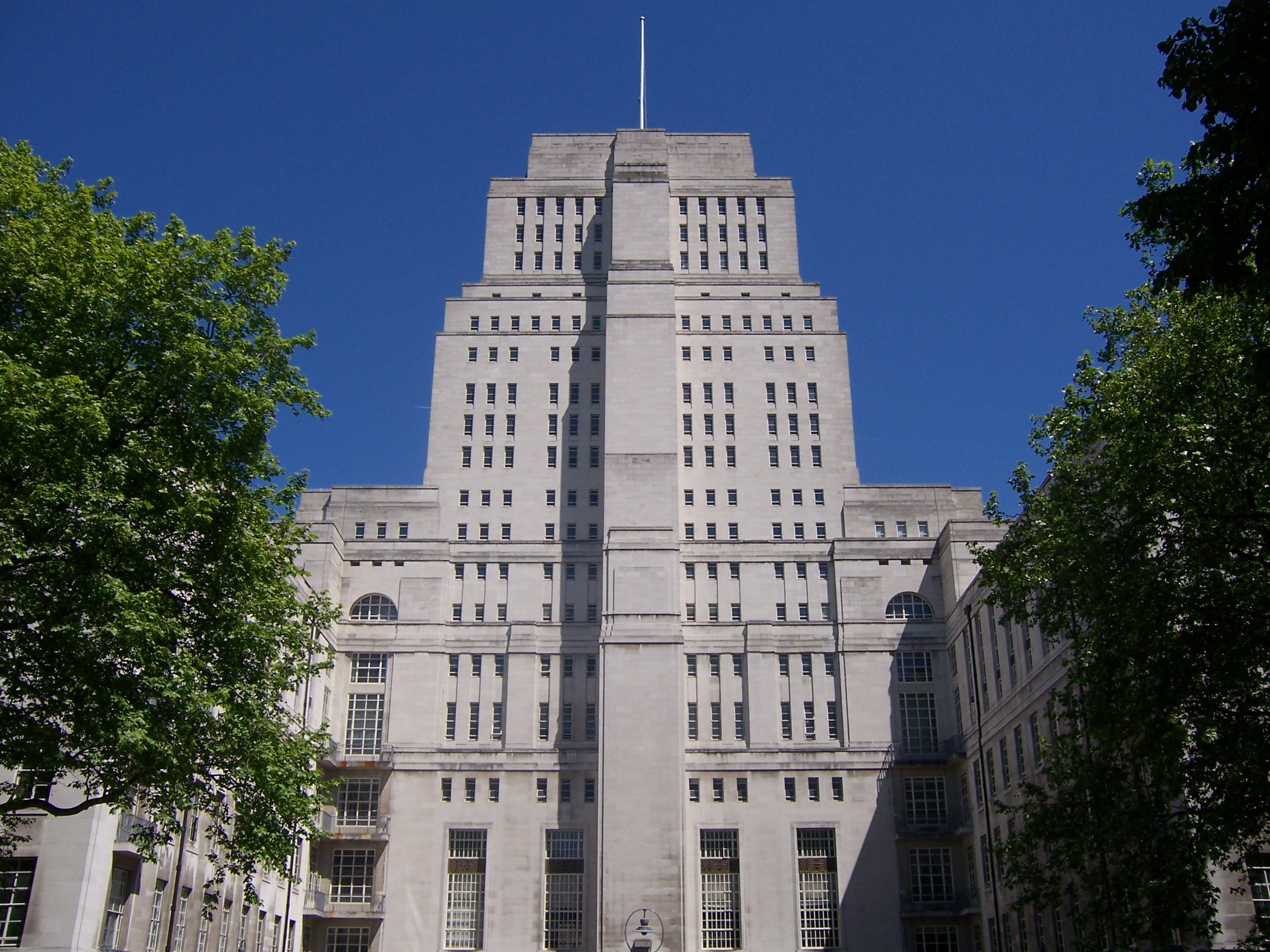
A Câmara do Senado, sede do IHR desde 1947

As primeiras instalações do IHR foram em cabanas "temporárias" na Malet Street, em um local agora ocupado pela Birkbeck College. Apesar da natureza supostamente temporária dessa acomodação, o HRn ão deveria se mudar até 1947, quando se estabeleceu no bloco norte da Câmara do Senado. O novo local foi construído pelo arquiteto Charles Holden, juntamente com o restante da Universidade, a um custo projetado de £3.000.000 e duração de 30 anos para todo o projeto. Ainda ocupando essa posição, muitos cômodos do IHR têm vista para o gramado entre a Câmara do Senado e a SOAS, onde seria o quarto tribunal não construído da Câmara do Senado.
Com o início da Segunda Guerra Mundial, em setembro de 1939, o trabalho e a construção de seu edifício permanente foram interrompidos, com o Ministério da Informação ocupando a Câmara do Senado e fechando o Instituto em maio de 1940. O IHR foi atingido por uma bomba na noite de 22 a 23 de setembro de 1940. O impacto resultou em "a destruição de seis livros e quase toda a coleção de mapas de Londres, além de móveis".

### Diretores
- 1921–39: Prof. Albert Frederick Pollard
- 1939–44: Sir Cyril Thomas Flower (diretor interino)
- 1944–48: Prof. VH Galbraith, FBA[6]
- 1948–60: Prof. Sir John Goronwy Edwards, FBA, FSA[7]
- 1960-67: Prof. Francis Wormald, CBE, FBA, FSA[8]
- 1967–77: Prof. Arthur Geoffrey Dickens, CMG, FBA[9]
- 1977–90: Prof. Francis Michael Longstreth Thompson, FBA[10]
- 1990–98: Prof. Patrick Karl O'Brien, FBA[11]
- 1998-2003: Prof. David Nicholas Cannadine, FSA, FRSA, FRSL, FRHistS[12][13]
- 2003-08: Prof. David Richard Bates, FSA, FRHistS[14]
- 2008-14: Prof. Miles Taylor, FRHistS[15][16]
- 2014-17: Prof. Lawrence Neil Goldman, FRHistS[17]
- 2018–   : Prof. Jo Fox, FRHistS, FRSA[18]

## Função
O papel do IHR compreende o seguinte:
Promover o estudo da história e uma apreciação da importância do passado entre os acadêmicos e o público em geral, em Londres, na Grã-Bretanha e internacionalmente, e fornecer apoio institucional e liderança individual a essa ampla comunidade histórica
Oferecer uma ampla gama de serviços que promovem e facilitam a excelência em pesquisa histórica, ensino e bolsas de estudos no Reino Unido, por meio de sua biblioteca, seminários, conferências, bolsas de estudo, treinamento e publicações (impressas e digitais)
Para continuar a pesquisa de alta qualidade em aspectos particulares do passado por seus centros de pesquisa - o Centro de História Metropolitana e a História da Inglaterra no Condado de Victoria

Proporcionar um ambiente acolhedor, onde historiadores de todas as etapas de suas carreiras e de todas as partes do mundo possam se reunir formal e informalmente para trocar idéias e informações e se atualizar com os desenvolvimentos atuais da bolsa de estudos históricos 

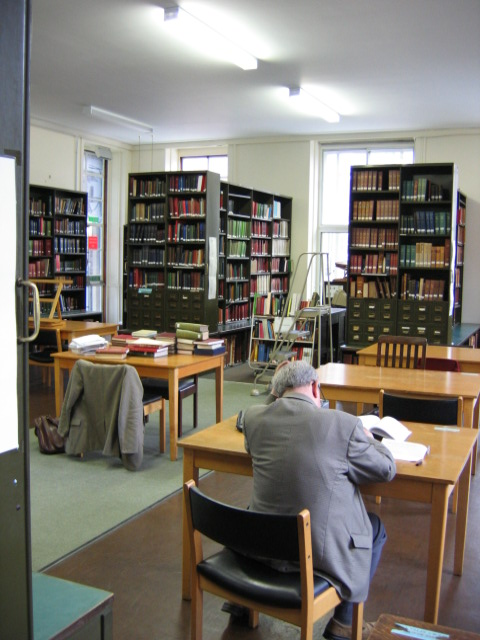
Uma sala na Biblioteca do RSI
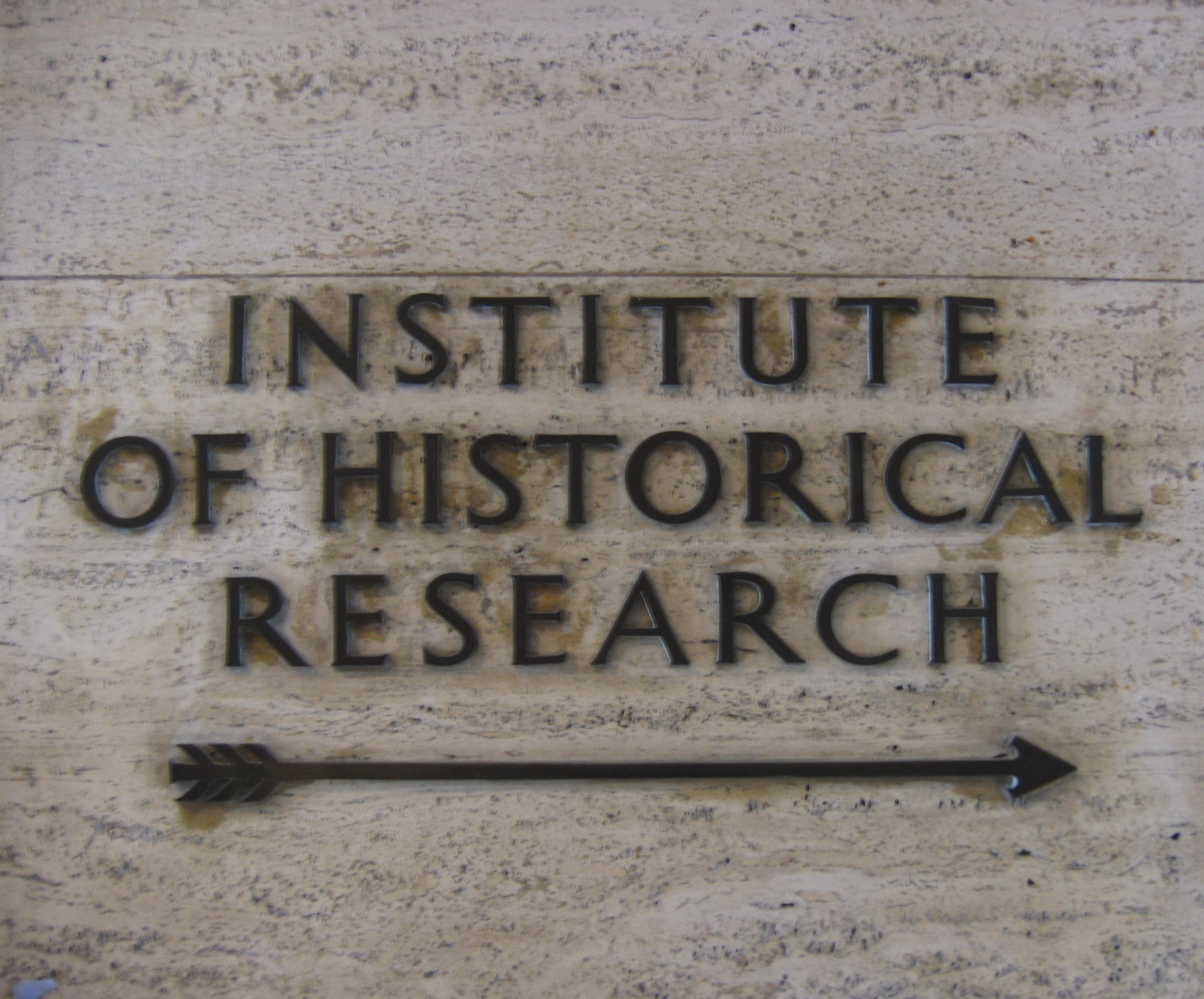
Casa do Senado
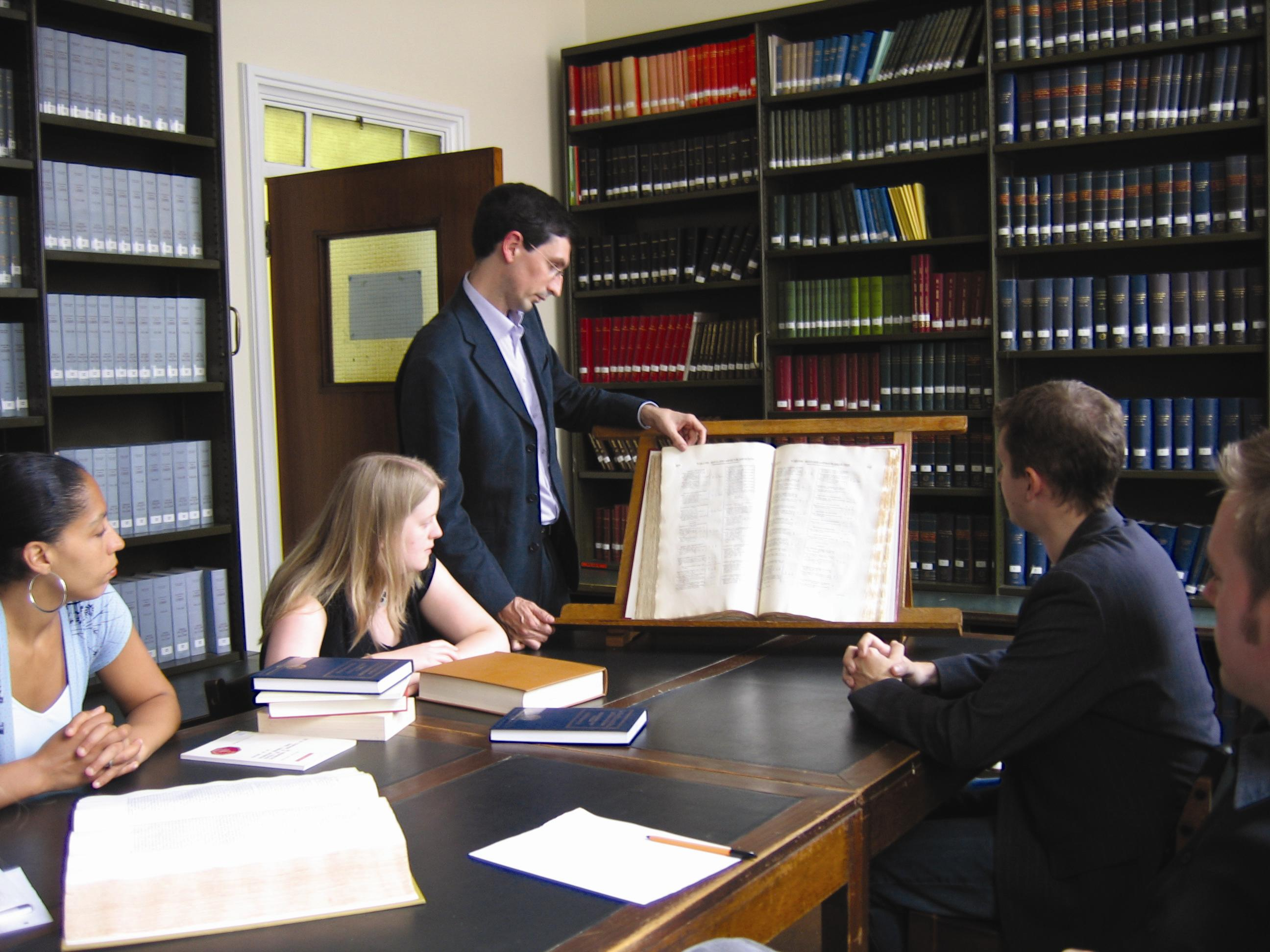
Um seminário de mestrado em andamento
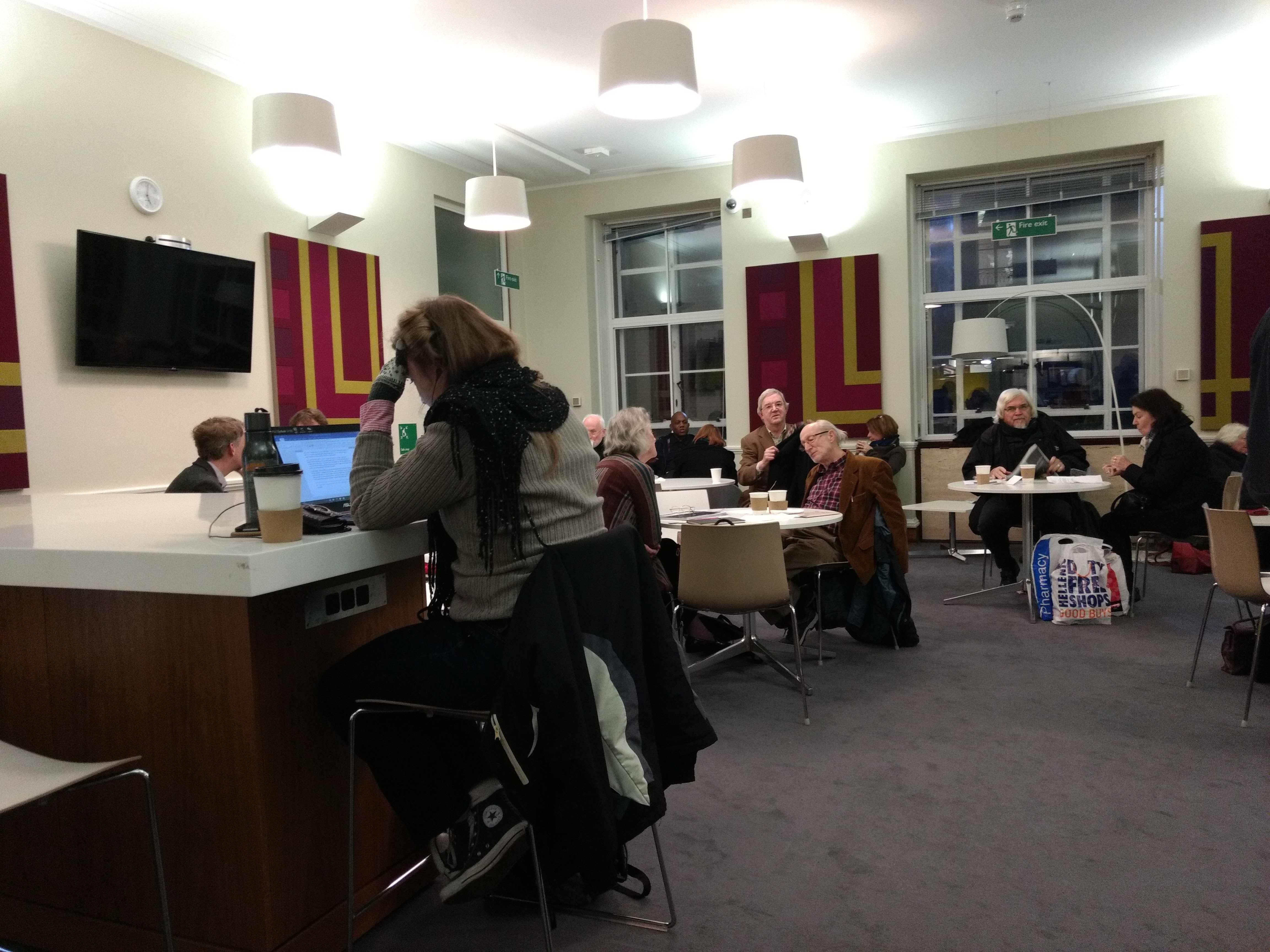
Sala comum do RSI

## Atividades
Para cumprir seu papel como definido acima, o IHR mantém diferentes instituições acadêmicas, como uma biblioteca, o programa de seminários, bem como vários órgãos e programas integrados. Ele também publica os resultados da pesquisa histórica.

### Biblioteca Wohl
Desde a sua criação, os fundadores do Instituto de Pesquisa Histórica previram uma combinação de bolsa de estudos e biblioteca. Essa tradição continua porque muitos seminários ainda acontecem nas salas da biblioteca. A própria biblioteca coleta fontes para a História da Europa Ocidental e áreas afetadas pela expansão européia. Agora ele contém mais de 190.000 volumes. Existem propriedades consideráveis para as Ilhas Britânicas, assim como para Alemanha, Áustria, França, Países Baixos, Itália, Espanha, Portugal, América Latina, EUA e história colonial, história eclesiástica, bizantina e cruzada, bem como pequenas propriedades para Europa Oriental, Suíça e Escandinávia. A biblioteca é particularmente boa para fontes de história local, tanto nas Ilhas Britânicas quanto na Europa. Ele contém a maior coleção de material dos Países Baixos fora da região (devido a doações da Holanda e interesses de pesquisa de estudiosos que trabalham lá), a coleção mais completa de cartulares franceses fora da França, bem como coleções de livros de pesquisas para o Reino Unido e uma série completa dos livros de história do condado de Victoria.
As coleções foram complementadas por doações e legados de muitos estudiosos diferentes, como a coleção Wright. Nos seus primeiros anos, a biblioteca do IHR foi construída buscando ativamente doações, e grande parte da coleção foi formada por legados e doações de indivíduos e organizações. Em 1926, três quartos da coleção foram adquiridos por meio de benefícios e apresentações privadas por governos da Europa e outras partes do mundo. Entre a extensa coleção de livros de história européia do IHR, há um conjunto de volumes da Monumenta Germaniae Historica e outros trabalhos doados à Universidade de Londres pelo governo nazista da Alemanha em 1937. A apresentação foi feita por Joachim von Ribbentrop, embaixador da Alemanha na Grã-Bretanha. Os registros de acessos destacam a natureza colaborativa do desenvolvimento da coleção de bibliotecas; muitas doações foram compartilhadas entre o IHR e outras bibliotecas, a fim de aproveitar os pontos fortes da coleção existentes ou através de uma divisão acordada da política de coleta. Como exemplo, uma parte considerável das explorações coloniais e nacionais iniciais do IHR na coleção dos Estados Unidos foi doada à biblioteca pela viúva de George Louis Beer entre 1921 e 1925.

### Programa do seminário
O IHR apóia e promove uma ampla variedade de seminários. Eles são acessíveis a todos os interessados no tópico em discussão. Os tópicos do seminário variam desde a Idade Média até a Grã-Bretanha moderna, da história da jardinagem à filosofia da história.

### Conferências
O IHR também está envolvido na organização e execução de várias conferências e workshops, incluindo sua conferência anual sobre um tema histórico.

### British History Online
O IHR co-gerencia o British History Online, uma biblioteca digital das principais fontes primárias e secundárias impressas para a história da Grã-Bretanha e da Irlanda, com foco principal no período entre 1300 e 1800.

### Historical Research
O IHR publica o Historical Research, um periódico histórico acadêmico. A revista apareceu pela primeira vez em 1923, sob o título Bulletin of the Institute of Historical Research; e o presente título foi adotado em 1987 (começando com o volume 60, nº 141).

### Reviews in History
O IHR publica a revista online Reviews in History. A revista foi lançada em 1996 e publica resenhas e reavaliações de trabalhos significativos em todos os campos de interesse histórico.

### Layers of London
O projeto Layers of London reúne mapas históricos digitalizados, fotos e outras informações fornecidas por parceiros importantes em Londres, incluindo: Biblioteca Britânica, Arquivos Metropolitanos de Londres, Inglaterra Histórica, Arquivos Nacionais, MOLA (Museu de Arqueologia de Londres) . Eles serão vinculados a um site que permitirá aos visitantes criar e interagir com muitas "camadas" diferentes da história de Londres, desde os romanos até os dias atuais.

### Marc Fitch Palestras
O instituto realiza as Palestras Marc Fitch com financiamento fornecido pelo Fundo Marc Fitch. A palestra foi realizada no Instituto até 2012, quando começou a percorrer os municípios com três palestras planejadas por ano. Palestras anteriores foram apresentadas por Linda Colley, Roy Strong, Michael Wood, Simon Thurley e David Starkey.

### Biblioteca Digital de Humanidades
No IHR, lidera uma iniciativa interinstitucional dentro da Escola de Estudos Avançados para explorar e distribuir publicações de pesquisa de acesso aberto. Isso culminou no lançamento da Biblioteca Digital de Humanidades, um catálogo de livros de acesso aberto publicados em toda a escola, bem como uma série de livros de acesso aberto focada em autores de início de carreira e publicada em parceria com a Royal Historical Society.

## Organismos integrados
Além das atividades principais, dois centros de pesquisa estão integrados ao Instituto. Esses são:
- a história do condado de Victoria,[27]
- o Centro de História Metropolitana[28]

O IHR anteriormente abrigava um terceiro centro de pesquisa, o Centro de História Britânica Contemporânea. Em agosto de 2010, no entanto, isso foi transferido para o King's College London, onde agora é conhecido como Instituto de História Britânica Contemporânea.